# Caps (jugador de videojocs)
Rasmus Borregaard Winther (Copenhaguen, 17 de novembre de 1999) més conegut pel seu sobrenom Caps (en èpoques estilitzat caPs), és un jugador danès professional de l'eSport League of Legends. Actualment juga com a mid-laner per l'equip G2 Esports.
El novembre de 2018, i després de ser guardonat com a MVP de la lliga europea d'estiu de 2018, Caps va deixar el seu antic equip, Fnatic, per fitxar pel seu rival europeu G2 Esports.